# Riedeliella
Genre
Classification phylogénétique
Riedeliella est un genre de plantes à fleurs dicotylédones de la famille des Fabaceae, sous-famille des Faboideae, originaire d'Amérique du Sud,  qui compte trois espèces acceptées.

## Étymologie
Le nom générique, « Riedeliella », est un hommage à Ludwig Riedel (1790–1861), explorateur et botaniste allemand, collecteur de plantes au Brésil dans l'expédition conduite par Georg Heinrich von Langsdorff.

## Liste d'espèces
Selon The Plant List (1 octobre 2018) :
- Riedeliella graciliflora Harms
- Riedeliella magalhaesii (Rizzini) M.P.Lima & Vaz
- Riedeliella sessiliflora Kuhlm.